# Johann Christoph Glaubitz

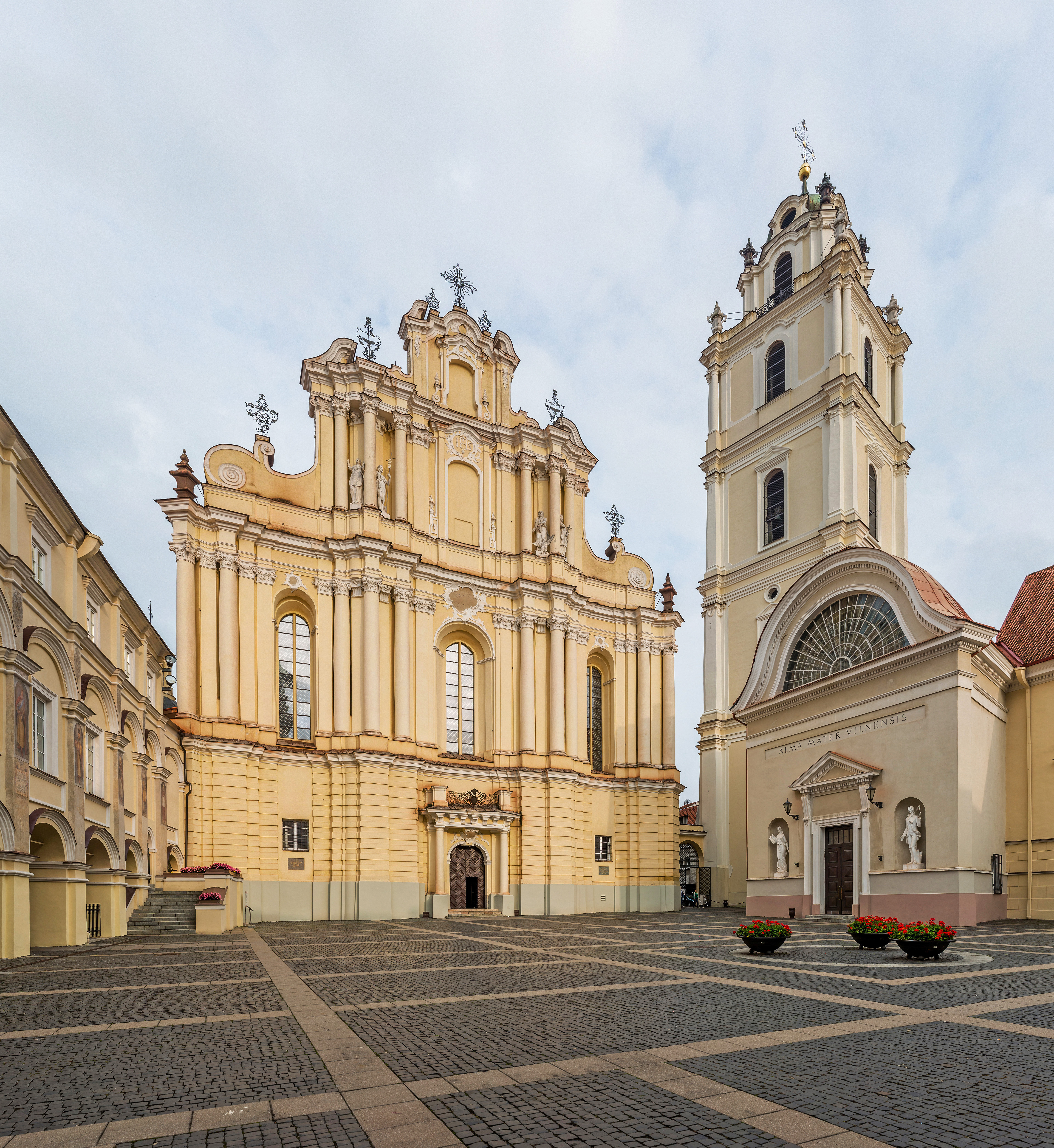
Fachada da Igreja de São João, Vilnius, a melhor obra de Glaubitz

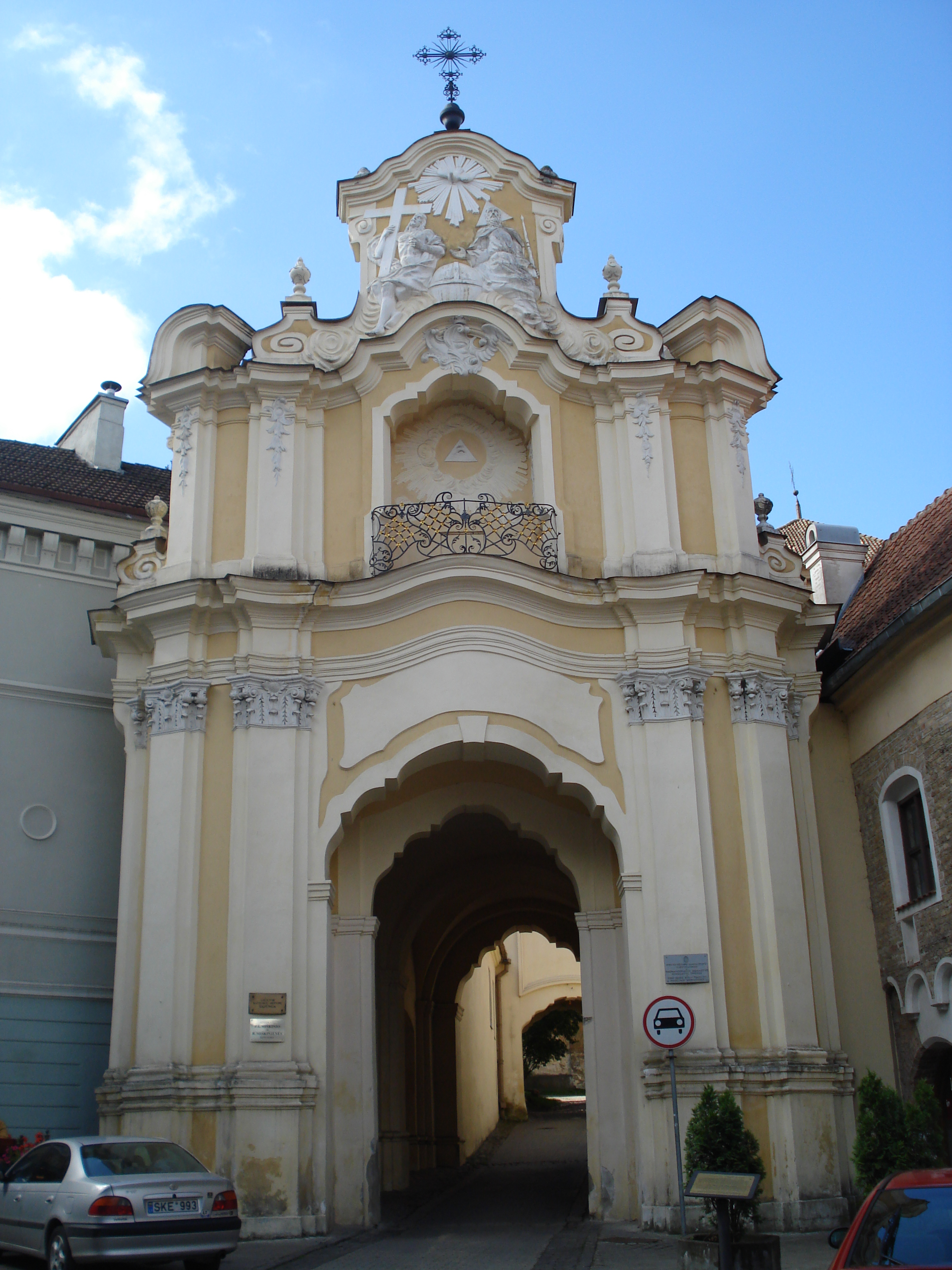
Portão Basiliano do Mosteiro da Santíssima Trindade em Vilnius

Johann Christoph Glaubitz (em lituano: Jonas Kristupas Glaubicas; c. 1700 – 30 de março de 1767) foi um arquiteto lituano de ascendência alemã que é geralmente considerado o mais proeminente arquiteto barroco vilniano no Grão-Ducado da Lituânia . 
Nascido na Silésia alemã, estudou no sul da Alemanha, onde o estilo barroco floresceu. Foi chamado a Vilnius para reconstruir a cidade velha após os incêndios desastrosos de 1737, 1748 e 1749. Viveu com a sua família (até 1749) numa casa na Rua St. Nicholas que ele mesmo construiu, depois mudou-se para uma grande casa alugada da comunidade luterana.
Glaubitz, que estava entre os líderes da comunidade luterana de Vilnius, é creditado por desenvolver uma distinta escola lituana de arquitetura barroca, conhecida como Barroco Vilniano, que se reflete melhor na paisagem urbana da Cidade Velha de Vilnius. Isso contribuiu para que a Velha Vilnius fosse amplamente chamada de "Cidade do Barroco".
Existem pelo menos quatro igrejas em Vilnius reconstruídas por Glaubitz, nomeadamente a Igreja de Santa Catarina (1743),  a Igreja da Ascensão (1750), a Igreja de São João,  o portão do mosteiro, Catedral de Santa Sofia entre 1738 e 1765, e as torres da Igreja da Santíssima Trindade. A magnífica e dinâmica fachada barroca da antiga Igreja gótica de St. Johns (1749) é mencionada entre suas melhores obras. Muitos interiores de igrejas, incluindo o da Grande Sinagoga de Vilna, foram reconstruídos por Glaubitz, assim como a Prefeitura em 1769.

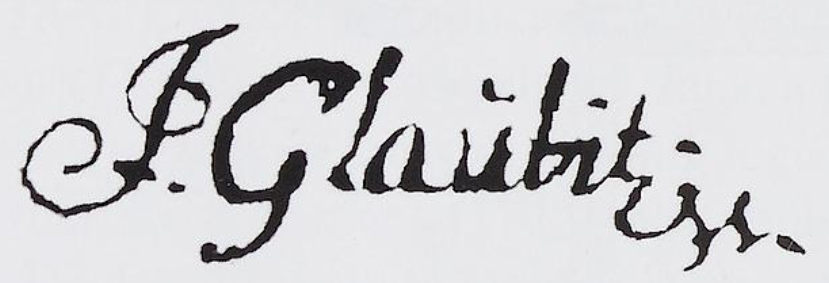
Assinatura de Johann Christoph Glaubitz